# Pamphile (Schiff)
Pamphile bezeichnet einen hauptsächlich in der Adria eingesetzten Kriegsschifftyp in der Flotte des Byzantinischen Reiches des 9. Jahrhunderts. Sie stellt den Nachfolgetyp der Liburne dar und wurde zusammen mit der größeren und häufiger verwendeten Dromone eingesetzt. Das etwa 20 m lange Holzschiff wurde von je einer Reihe Ruderer pro Bordseite angetrieben.